# Ravan (otok)
Ravan je majhen nenaseljen otoček šibeniškega arhipelaga v srednji Dalmaciji.
Ravan, na katerem stoji svetilnik, leži okoli 1 km južno od otočka Mišjak Veli, ter okoli 4 km vzhodno od otoka Žirje. Njegova površina meri 0,106 km², dolžina obalnega pasu je 1,65 km. Najvišji vrh je visok 21 mnm.
Iz pomorske karte je razvidno, da svetilnik oddaja svetlobni signal: B Bl 5s. Nazivni domet svetilnika je 10 milj.